# Arthrostylidium excelsum
Arthrostylidium excelsum es una especie de plantas herbáceas perteneciente a la familia de las poáceas.  Es originaria de América donde se encuentra en el Caribe. 

## Descripción
Son bambúes cortos a medianos, sin espinas; con rizomas paquimorfos. Tallos leñosos, cilíndricos, casi sólidos a generalmente fistulosos, erectos o semitrepadores e inclinados; nudos cerca de la mitad del tallo ramificando desde una sola yema, cubierta por un par de brácteas aplanadas; rama primaria con una prominencia en el entrenudo por debajo de la inserción de la rama; ramas escasas a numerosas en un grupo flabelado desde los nudos medios y superiores del tallo, raramente solitarias, la primaria generalmente más larga. Hojas de tallos con las láminas erectas. Hojas de las ramas con seudopecíolos cortos, aplanados; láminas aplanadas, lanceoladas, sin nervaduras pronunciadas en las comisuras. Inflorescencia generalmente un racimo bilateral, raramente una panícula unilateral racemosa. Espiguillas sésiles o subsésiles; glumas 1 o 2; flósculo más inferior estéril; flósculos fértiles varios, bisexuales, hendidos; raquilla terminando en un flósculo estéril reducido; lodículas 3; estambres 3; estigmas 2. Fruto una cariópside.

## Distribución y hábitat
Es una especie rara, que se encuentra en las nebliselvas, Cerro La Pimienta, en Zelaya; a una altitud de 900–1200 metros; desde México (Chiapas) a Panamá y en las Antillas.

## Taxonomía
Arthrostylidium excelsum fue descrita por August Heinrich Rudolf Grisebach y publicado en Flora of the British West Indian Islands 529. 1864.
Sinonimia
- Arundinaria excelsa (Griseb.) Hack.[3]